# Fließem

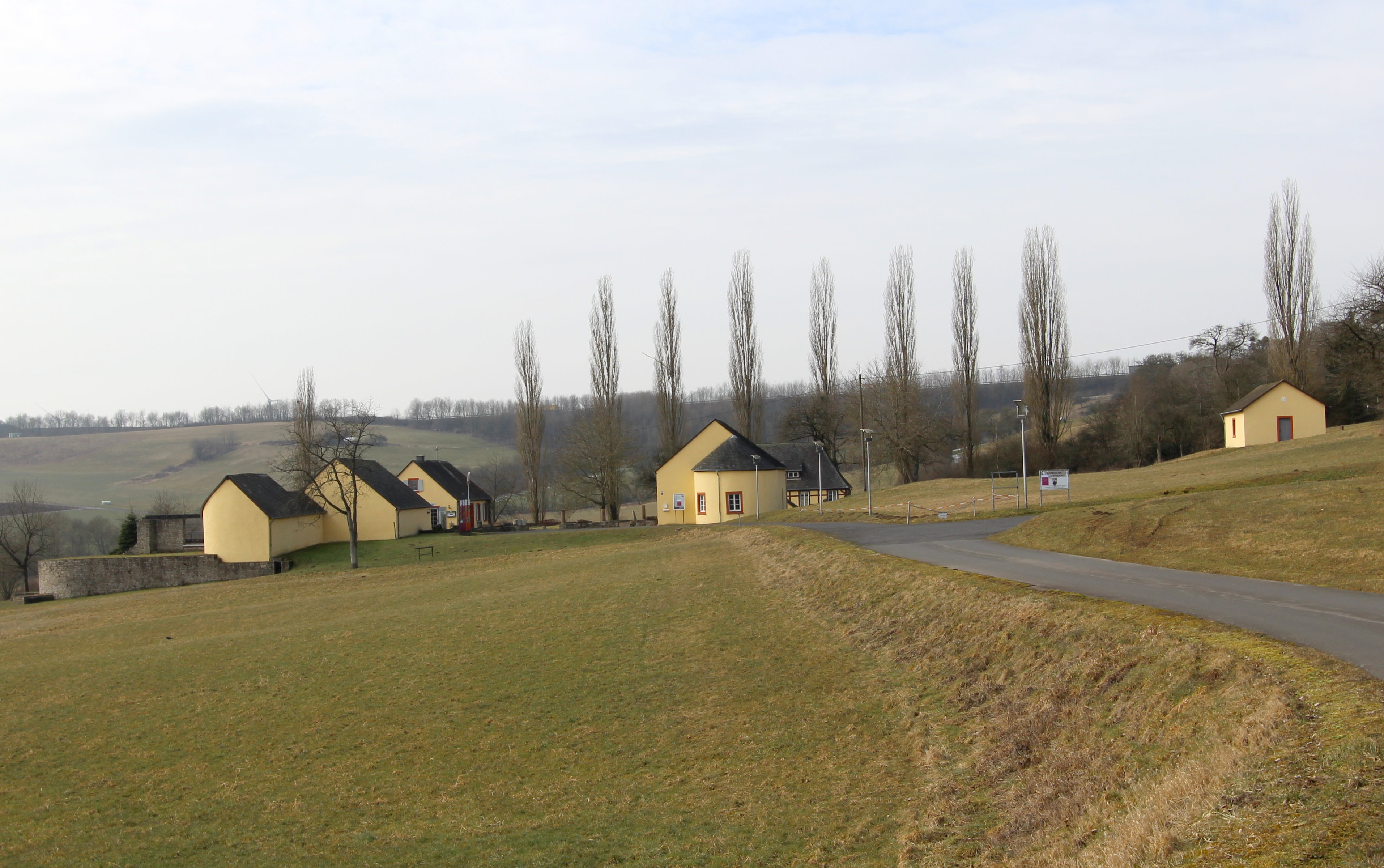
Römische Villa Otrang

Fließem ist eine Ortsgemeinde im Eifelkreis Bitburg-Prüm in Rheinland-Pfalz. Sie gehört seit dem 1. Juli 2014 der Verbandsgemeinde Bitburger Land an.

## Geographie
Die Gemeinde liegt in der Eifel auf der Bickendorfer Hochfläche, die Teil des Gutlandes ist. Zu Fließem gehören auch die Wohnplätze Obere Fließemer Mühle und Otrang sowie der Weiler Nattenheimer Barriere.

## Geschichte
Die im 1. Jahrhundert erbaute römische Villa Otrang wurde im Jahre 1825 bei Erdarbeiten entdeckt und die gefundenen Mosaikböden deuten auf eine römische Ansiedlung aus dieser Zeit hin. Später fand man 1911 auch zwei Tempel (Diana und Minerva) und legte sie frei. Heute ist die Villa Otrang als Museum zugänglich.
Gefundene Gräber aus dem 6. und 7. Jahrhundert belegen, dass die römische Siedlung von den Franken erobert und genutzt wurde. Im Jahre 1869 wurden römische Grabfunde geborgen. Man fand drei augusteische Münzen, einige Bronzebeschläge, zwei Fibeln und einige Fragmente von Töpfen und Krügen.
Die erste urkundliche Erwähnung des Ortes stammt vom 25. Juli 804, als er unter dem Namen „flaistes haimomarc“ in einer Tauschurkunde der Abtei Prüm genannt wurde. Eine weitere Erwähnung erfolgte als „Wleysheym“ im Prümer Urbar aus dem Jahr 893. Bedeutung erlangte der Ort unter Friedrich von Schleiden (1397–1427), einem Abt der Benediktiner-Abtei Prüm, der die Kirche mit wertvollen Reliquien bedachte. Als 1464 ein hundertjähriger Ablass für den Besuch der Kapelle des Klosters gewährt wurde, erwuchs sie zum Wallfahrtsort.
Der Ortsname wandelte sich mehrfach in den Jahrhunderten. Im 9. Jahrhundert nannte man den Ort Flaisteshaimo marca, später wurde daraus  Wlesheim, während des Mittelalters wurde er als Vlissheim bezeichnet, später dann als  Flaistershaim, bis sich schließlich der heutige Name durchsetzte.
Bevölkerungsentwicklung
Die Entwicklung der Einwohnerzahl von Fließem, die Werte von 1871 bis 1987 beruhen auf Volkszählungen:
| Jahr | Einwohner |
| ---- | --------- |
| 1815 | 341       |
| 1835 | 441       |
| 1871 | 465       |
| 1905 | 458       |
| 1939 | 533       |
| 1950 | 526       |
| 1961 | 563       |

| Jahr | Einwohner |
| ---- | --------- |
| 1970 | 576       |
| 1987 | 569       |
| 1997 | 657       |
| 2005 | 688       |
| 2011 | 711       |
| 2017 | 674       |
| 2023 | 697       |

## Politik

### Gemeinderat
Der Gemeinderat in Fließem besteht aus zwölf Ratsmitgliedern, die bei der Kommunalwahl am 9. Juni 2024 in einer Mehrheitswahl gewählt wurden, und der ehrenamtlichen Ortsbürgermeisterin als Vorsitzender.

### Bürgermeister
Anja Esch wurde am 15. März 2017 Ortsbürgermeisterin von Fließem. Bei der Direktwahl am 26. Mai 2019 wurde sie mit einem Stimmenanteil von 68,55 % und am 9. Juni 2024 mit 66,3 % jeweils für weitere fünf Jahre in ihrem Amt bestätigt.
Eschs Vorgänger Klaus Schnarrbach hatte zum 31. Dezember 2016 nach über 30 Jahren Amtszeit das Amt niedergelegt.

### Wappen
| Wappen von Fließem | Blasonierung: „Unter rotem Schildhaupt mit drei silbernen Ringen von Silber über blau schräg links geteilt, oben ein Tatzenkreuz, unten eine wachsende goldene Säule mit Kapitell.“ |
| Wappen von Fließem | Wappenbegründung: Die drei silbernen Ringe deuten auf das Wappen des Hermann von Vlisheim, gen. Burnenschuyre, der fünf weiße Ringe in Rot verzeichnete. In verminderter Form ist es in das Schildhaupt übernommen. Das Patronat der Fließemer Pfarrkirche ist neben dem hl. Stephanus "Kreuzerhöhung", was durch das rote Tatzenkreuz (Zeit der Kreuzzüge) symbolisiert ist. Der Hinweis auf das römische Kulturerbe, der röm. Villa Otrang, findet sich in der Aufnahme einer Säule mit Kapitell in gold auf blauem Grund. |

## Kultur und Sehenswürdigkeiten

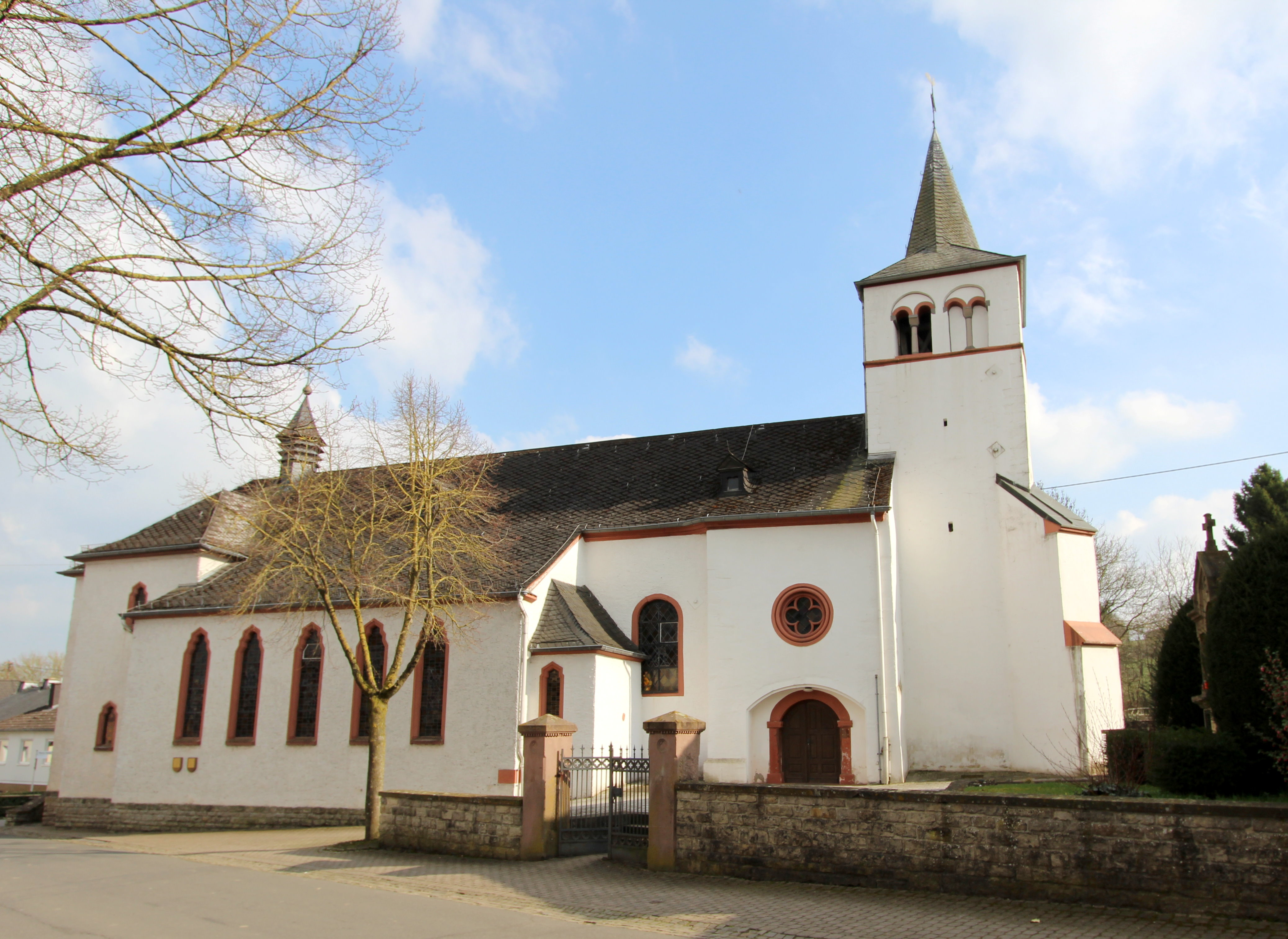
Kreuzerhöhung und St. Stephan (weitere Bilder)

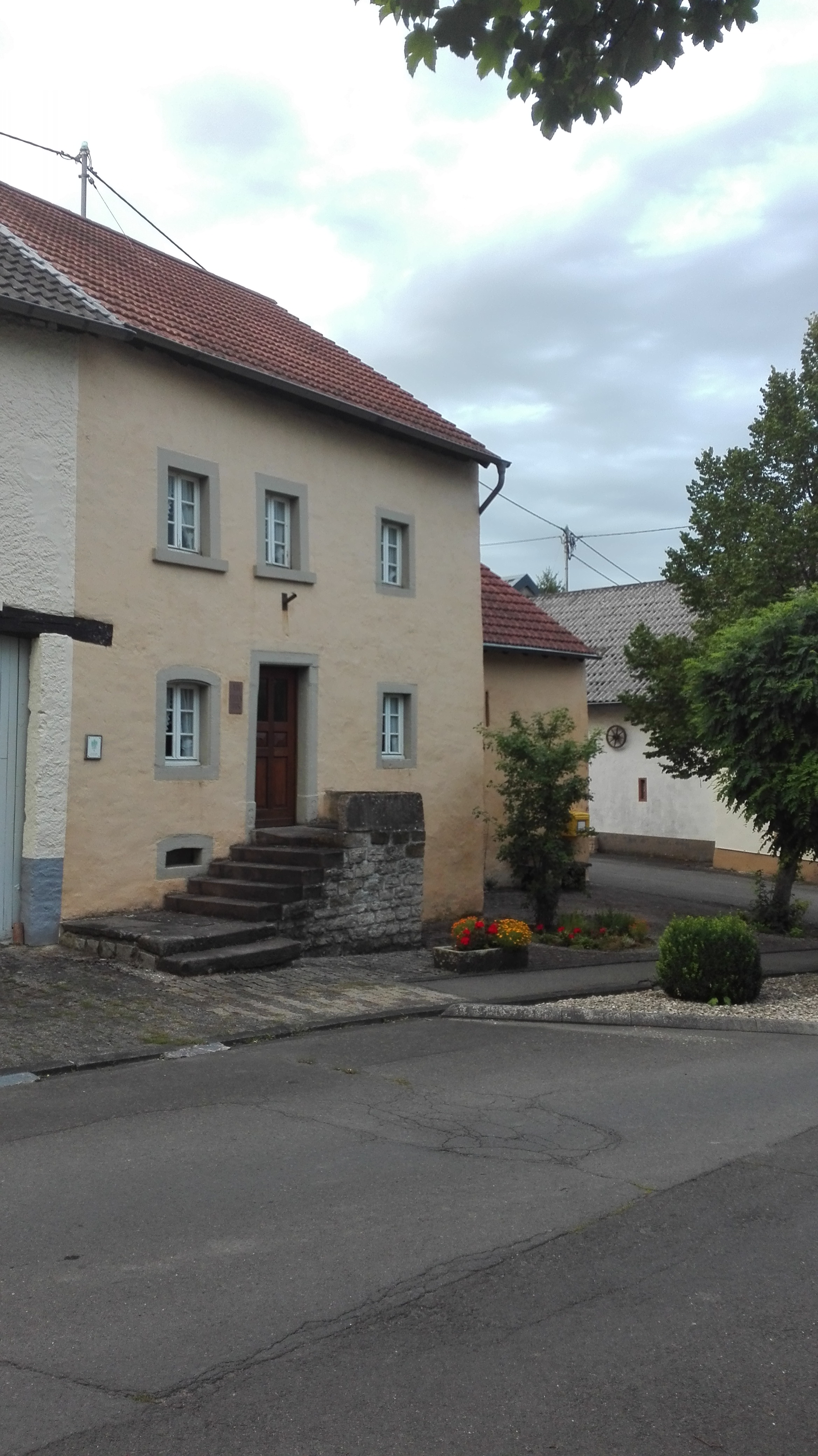
Das Leikshaus ist heute Heimatmuseum

### Bauwerke
- Die katholische Kirche Kreuzerhöhung und St. Stephan stammt aus dem 13. Jahrhundert.
- Das Tagelöhnerhaus Leikshaus, Kirchstraße 12, aus dem Jahr 1770
- Die ehemalige Schule von 1900, Otranger Straße 13, ist heute Bürgerhaus

Siehe auch: Liste der Kulturdenkmäler in Fließem

### Regelmäßige Veranstaltungen
- Jährliches Kirmes- bzw. Kirchweihfest
- Traditionelles Ratschen oder Klappern am Karfreitag und Karsamstag
- Hüttenbrennen am ersten Wochenende nach Aschermittwoch (sogenannter Scheef-Sonntag)[12][13]

### Öffentliche Einrichtungen
Im Jahre 2004 feierte die Gemeinde ihr 1200-Jahr-Jubiläum. Für die Jugendlichen dieser Gemeinde wurde beim Gemeindehaus ein Jugendraum eingerichtet.
Das Heimatmuseum „Leicks Haus“ wurde in einem Tagelöhnerhaus aus dem Jahr 1770 in Fließem eingerichtet. Das kleine dreiachsige Gebäude sowie das angrenzende Ökonomiegebäude zählen zum Typ des Eifeler Flurküchenhauses. Im Inneren werden Eifeler Wohnkultur und Handwerk des 18. und 19. Jahrhunderts dokumentiert.
An sportlichen Freizeitmöglichkeiten bietet Fließem
- einen Fußballplatz (Rasenplatz),
- zwei Tennisfelder,
- einen Fischweiher,
- einen Rundgang zum Wandern und einen Fußmassageweg.